# نا یونگ-سوک
نا یونگ سوک (کره‌ای: 나영석؛ زادهٔ ۱۵ آوریل ۱۹۷۶) که بیشتر با نام مستعار نا پی‌دی شناخته می‌شود، تهیه‌کننده و کارگردان تلویزیونی اهل کره جنوبی است. نا به خاطر تهیه‌کنندگی برنامه‌های ورایتی-ریلتی‌شوهای ۲ روز و ۱ شب و سفر جدید به غرب شناخته می‌شود.

## فیلم‌شناسی
منبع:

### ورایتی شو
| سال        | عنوان                                                | عنوان                                      | شبکه                  | اعتبار به عنوان | اعتبار به عنوان | منابع         |
| سال        | فارسی                                                | کره‌ای                                      | شبکه                  | دستیار کارگردان | کارگردان        | منابع         |
| ---------- | ---------------------------------------------------- | ------------------------------------------ | --------------------- | --------------- | --------------- | ------------- |
| ۲۰۰۱–۲۰۰۳  | اعلامیه آزادی امروز شنبه است – جنگ رزها              | 자유선언 토요대작전 - 산장미팅 장미의 전쟁 | کی‌بی‌اس۲               | آری             | نه              | [ ۱ ]         |
| ۲۰۰۱–۲۰۰۳  | سوپر تی‌وی ساندی ایز فان — بزن بریم! دریم تیم - فصل ۱ | 슈퍼 TV 일요일은 즐거워 — 출발드림팀 시즌۱ | کی‌بی‌اس۲               | آری             | نه              | [ ۲ ]         |
| ۲۰۰۴–۲۰۱۰  | استار گلدن بل                                        | 스타골든벨                                 | کی‌بی‌اس۲               | نه              | آری             | [ ۲ ]         |
| ۲۰۰۴–۲۰۰۵  | هپی ساندی: هروئین ۵                                  | 여걸파이브                                 | کی‌بی‌اس۲               | آری             | نه              | [ ۳ ]         |
| ۲۰۰۵–۲۰۰۷  | هپی ساندی: هروئین ۶                                  | 여걸식스                                   | کی‌بی‌اس۲               | آری             | نه              | [ ۴ ]         |
| ۲۰۰۷–۲۰۰۸  | هپی ساندی: های فایو                                  | 하이파이브                                 | کی‌بی‌اس۲               | نه              | آری             |               |
| ۲۰۰۷       | هپی ساندی: آماده‌ای؟                                  | 해피선데이 — 준비했어요                    | کی‌بی‌اس۲               | نه              | آری             | [ ۲ ]         |
| ۲۰۰۷–۲۰۱۲  | هپی ساندی: ۲ روز و ۱ شب                              | 1박 2일                                    | کی‌بی‌اس۲               | نه              | آری             | [ ۲ ]         |
| ۲۰۱۲       | هپی ساندی: The Human Condition (قسمت آزمایشی)        | 남자의 자격                                | کی‌بی‌اس۲               | نه              | آری             | [ ۵ ]         |
| ۲۰۱۳–۲۰۱۸  | پدربزرگ‌های فراتر از گل (فصل ۱–۵)                     | 꽃보다 할배                                | تی‌وی‌ان                | نه              | آری             | [ ۶ ]         |
| ۲۰۱۳–۲۰۱۴  | خواهران فراتر از گل                                  | 꽃보다 누나                                | تی‌وی‌ان                | نه              | آری             | [ ۷ ] [ ۸ ]   |
| ۲۰۱۴–۲۰۱۸  | جوانان فراتر از گل (فصل ۱–۵)                         | 꽃보다 청춘                                | تی‌وی‌ان                | نه              | آری             | [ ۹ ]         |
| ۲۰۱۴–۲۰۲۱  | سه وعده غذا در روز (فصل ۱–۱۰)                        | 삼시세끼                                   | تی‌وی‌ان                | نه              | آری             | [ ۱۰ ]        |
| ۲۰۱۵       | چوک چوک اوپا                                         |                                            | تی‌وی‌ان                | نه              | آری             |               |
| ۲۰۱۵–۲۰۲۰  | سفر جدید به غرب (فصل ۱–۸)                            | 신서유기                                   | ناور تی‌وی کست، تی‌وی‌ان | نه              | آری             | [ ۱۱ ]        |
| ۲۰۱۶       | دو دنیا در ۸۰ روز                                    | 80일간의 세계일주                          | تی‌وی‌ان                | نه              | آری             | [ ۱۲ ]        |
| ۲۰۱۷       | خاطرات تازه ازدواج کرده (فصل ۱–۲)                    | 신혼일기                                   | تی‌وی‌ان                | نه              | آری             | [ ۱۳ ]        |
| ۲۰۱۷–۲۰۱۸  | فرهنگ لغت دانش بی فایده (فصل ۱–۳)                    | 알아두면 쓸데없는 신비한 잡학사전          | تی‌وی‌ان                | نه              | آری             | [ ۱۴ ]        |
| ۲۰۱۷–۲۰۱۸  | آشپزخانه یون (فصل ۱–۲)                               | 윤식당                                     | تی‌وی‌ان                | نه              | آری             | [ ۱۵ ]        |
| ۲۰۱۷–۲۰۱۹  | آشپزخانه کانگ (فصل ۱–۳)                              | 강식당                                     | تی‌وی‌ان                | نه              | آری             | [ ۱۶ ] [ ۱۷ ] |
| ۲۰۱۸       | کلبه کوچک در جنگل                                    | 숲속의 작은 집 만들기                      | تی‌وی‌ان                | نه              | آری             | [ ۱۸ ]        |
| ۲۰۱۹       | کافی فرندز                                           | 커피프렌즈                                 | تی‌وی‌ان                | نه              | آری             | [ ۱۹ ]        |
| ۲۰۱۹       | هاستل کره‌ای در اسپانیا                               | 스페인 하숙                                | تی‌وی‌ان                | نه              | آری             | [ ۲۰ ]        |
| ۲۰۱۹       | سه وعده غذا در روز در ایسلند                         | 삼시세끼 - 아이슬란드 간 세끼              | تی‌وی‌ان                | نه              | آری             | [ ۲۱ ]        |
| ۲۰۱۹–۲۰۲۰  | رامیونیتر                                            | 라끼남: 라면 끼리는 남자                   | تی‌وی‌ان                | نه              | آری             | [ ۲۲ ]        |
| ۲۰۲۰       | جعبه شادی جمعه                                       | 금요일 금요일 밤에                         | تی‌وی‌ان                | نه              | آری             | [ ۲۳ ]        |
| ۲۰۲۰       | Mapo Hipster                                         | 마포 멋쟁이                                | تی‌وی‌ان                | نه              | آری             | [ ۲۴ ]        |
| ۲۰۲۰       | سه وعده غذا برای چهار نفر                            | 삼시네세끼                                 | تی‌وی‌ان                | نه              | آری             | [ ۲۵ ]        |
| ۲۰۲۰       | تعطیلات تابستانی                                     | 여름방학                                   | تی‌وی‌ان                | نه              | آری             | [ ۲۶ ]        |
| ۲۰۲۰       | آشپزخانه لی                                          | 나홀로 이식당                              | تی‌وی‌ان                | نه              | آری             | [ ۲۷ ]        |
| ۲۰۲۰–اکنون | Things That Make Me Groove                           | 내 어깨를 봐 탈골됐잖아                    | تی‌وی‌ان                | نه              | آری             | [ ۲۸ ]        |
| ۲۰۲۱       | آشپزخانه یون                                         | 윤스테이                                   | تی‌وی‌ان                | نه              | آری             | [ ۲۹ ]        |
| ۲۰۲۱       | به پشت سر نگاه نکن                                   | 뒤돌아보지 말아요 만들기                   | تی‌وی‌ان                | نه              | آری             | [ ۳۰ ]        |
| ۲۰۲۱       | شیاطین جونگ نام می‌پوشند (فصل ۱ و ۲)                  | 악마는 정남이를 입는다                     | تی‌وی‌ان                | نه              | آری             | [ ۳۱ ]        |
| ۲۰۲۱       | کمپینگ پلی‌لیست بیمارستان                             | 슬기로운 캠핑생활                          | تی‌وی‌ان                | نه              | آری             | [ ۳۲ ]        |
| ۲۰۲۱       | نابغه ورزشی آن جه هیون                               | 운동천재 안재현                            | تی‌وی‌ان                | نه              | آری             | [ ۳۳ ]        |
| ۲۰۲۱       | اسپرینگ کمپ                                          | 신서유기 스페셜 스프링 캠프                | تیوینگ                | نه              | آری             | [ ۳۴ ]        |
| ۲۰۲۱–اکنون | The Game Caterers                                    | 출장 십오야                                | تی‌وی‌ان                | نه              | آری             | [ ۳۵ ]        |
| ۲۰۲۲       | سفر غیرمنتظره                                        | 뜻밖의 여정                                | تی‌وی‌ان                | نه              | آری             | [ ۳۶ ]        |
| ۲۰۲۲       | بازی زمینی (فصل ۱–۲)                                 | 뿅뿅 지구오락실                            | تی‌وی‌ان                | نه              | آری             | [ ۳۷ ]        |
| ۲۰۲۳       | آشپزخانه جینی                                        | 서진이네                                   | تی‌وی‌ان                | نه              | آری             | [ ۳۸ ]        |
| ۲۰۲۴       | تور نانا با سونتین                                   | 함께가요 나나투어                          | تی‌وی‌ان                | نه              | آری             |               |

### بازیگری
- به عنوان حضور افتخاری

| سال  | عنوان                     | توضیحات |
| ---- | ------------------------- | ------- |
| ۲۰۱۳ | پاسخ به ۱۹۹۴              | قسمت ۲  |
| ۲۰۱۴ | ستاره سیب‌زمینی ۲۰۱۳کیوآر۳ | قسمت ۶۶ |
| ۲۰۲۱ | پلی‌لیست بیمارستان         | قسمت ۱۰ |
| ۲۰۲۲ | پشت هر ستاره‌ای            | قسمت ۹  |

### برنامه اینترنتی
| سال  | عنوان                                    | نقش  | توضیحات      | منابع  |
| ---- | ---------------------------------------- | ---- | ------------ | ------ |
| ۲۰۲۲ | عملیات فرود اینچئون، نور پیروزی، پالمیدو | راوی | مستند تاریخی | [ ۳۹ ] |